# Зоопарк Дусит
Зоопарк Дусит (тайск. สวนสัตว์ดุสิต) или Кхао Дин (тайск. เขาดิน) — бывший городской зоопарк Бангкока, закрывшийся в сентябре 2018 года. Зоопарк располагался в центре Бангкока в районе Дусит и являлся старейшим зоопарком Таиланда. Занимал площадь 188 800 м² и являлся одним из самых популярных зоопарков в стране с посещаемостью 2,5 миллиона посетителей в год. Относился к государственной организации зоологических парков Таиланда (Zoological Park Organization), в которую также входят зоопарки Кхао Кхео, Чиангмайский Зоопарк, зоопарк в Сонгкхла и зоопарк в Накхонратчасима. В зоопарке также размещались музей животных, образовательный центр и больница для животных.

## История
Зоопарк Дусит первоначально был ботаническим садом и назывался Кхао Дин Вана (тайск. เขาดินวนา). Король Сиама Рама V, часто посещая зарубежные страны, был впечатлён европейскими садами как местом для отдыха и развлечение людей. В 1895 году он распоряжается построить сад к востоку от канала Премпрачакорн, напротив нынешнего королевского дворца Читралада. Но первоначально сад использовался только королевской семьёй и был соединён с дворцом. Позже во время правление короля Рамы VII, Его Величество распорядился расширить и улучшить сад для более широкой публики.
После революции 1932 года, когда Сиам перешёл от абсолютной монархии к конституционной форме правления, премьер-министр Пибунсонгкрам попросил разрешение у короля Рамы VIII открыть парк для общественного использования.
Тогда король распорядился передать ряд животных из своих садов, таких как пятнистые олени, крокодилы и обезьяны. Также было решено по воскресеньям показывать королевских слонов. И после всех дополнительных работ, 18 марта 1938 года зоопарк был официально открыт и переименован в Зоопарк Дусит.
Из-за невозможности расширять зоопарк в историческом центре города, было принято решение перенести его в пригород Бангкока в город Рангсит, провинции Патхумтхани.
Последним днем работы зоопарка было 30 сентября 2018 года. После, зоопарк был официально закрыт и все животные были перемещены в различные зоопарки по всей стране.

## Животные
В зоопарке было представлено более 1600 видов различных животных. Из них 331 млекопитающих, 170 рептилий и 842 вида птиц. Визитными карточками зоопарка являлись белый тигр и лающий олень альбинос. Для тайцев экзотическими животными также являются жирафы, зебры, верблюды, кенгуру, пингвины и другие.

## Мероприятия для посетителей
- Кормление животных
- Шоу животных
- Катание на слонах
- Прогулка на катамаране
- Детская игровая площадка с аттракционами

## Галерея

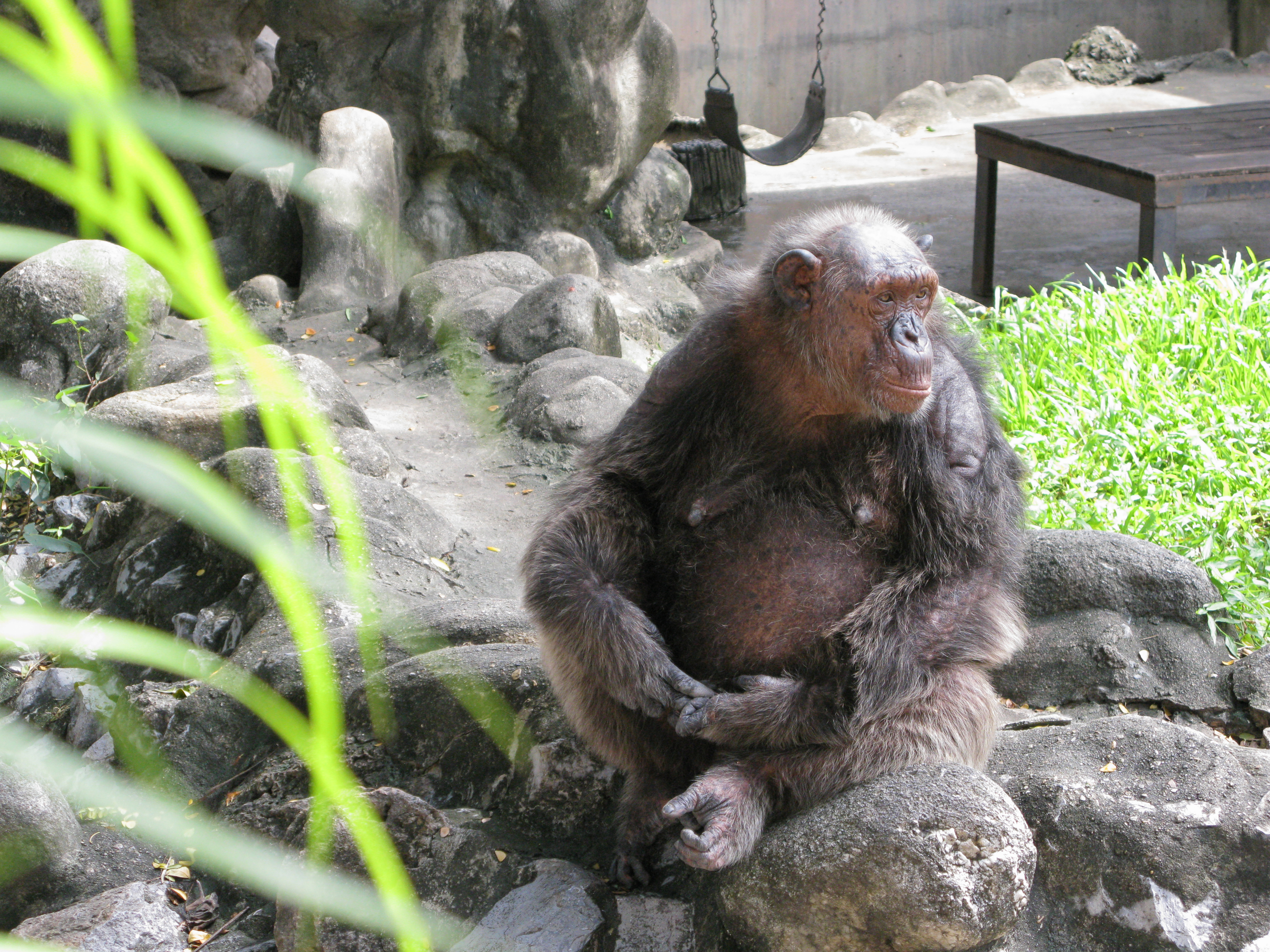
Шимпанзе
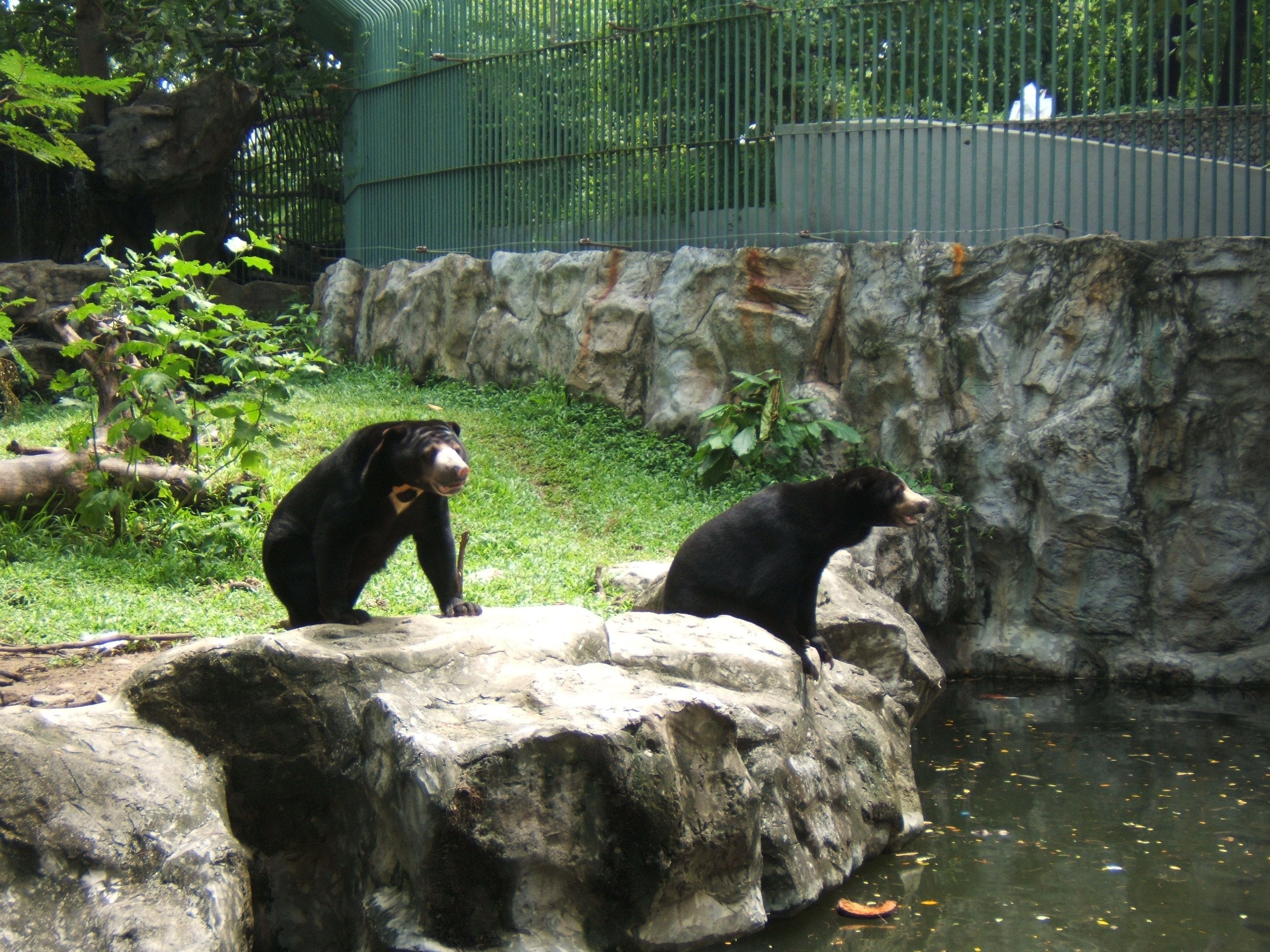
Медведи
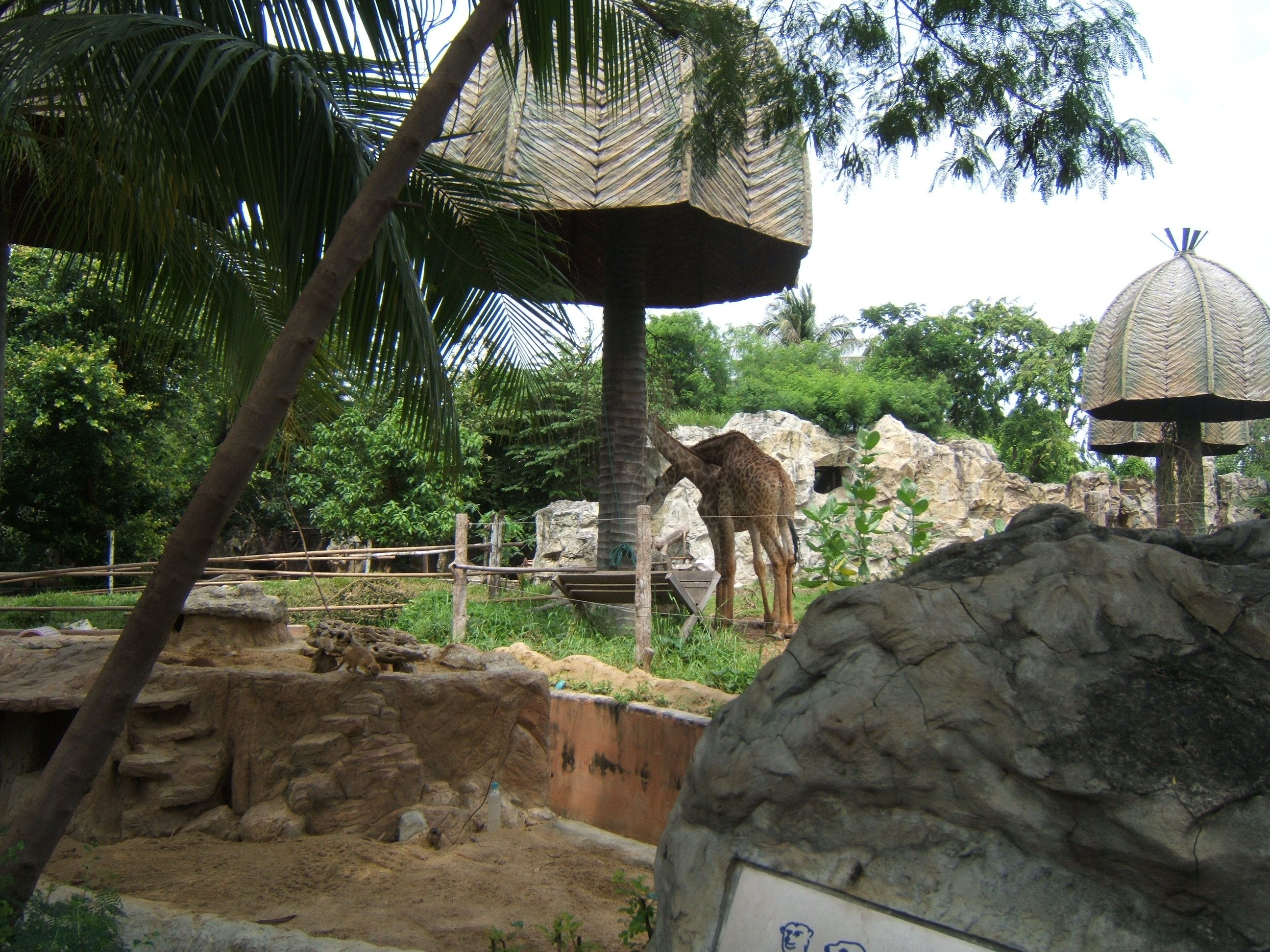
Жирафы
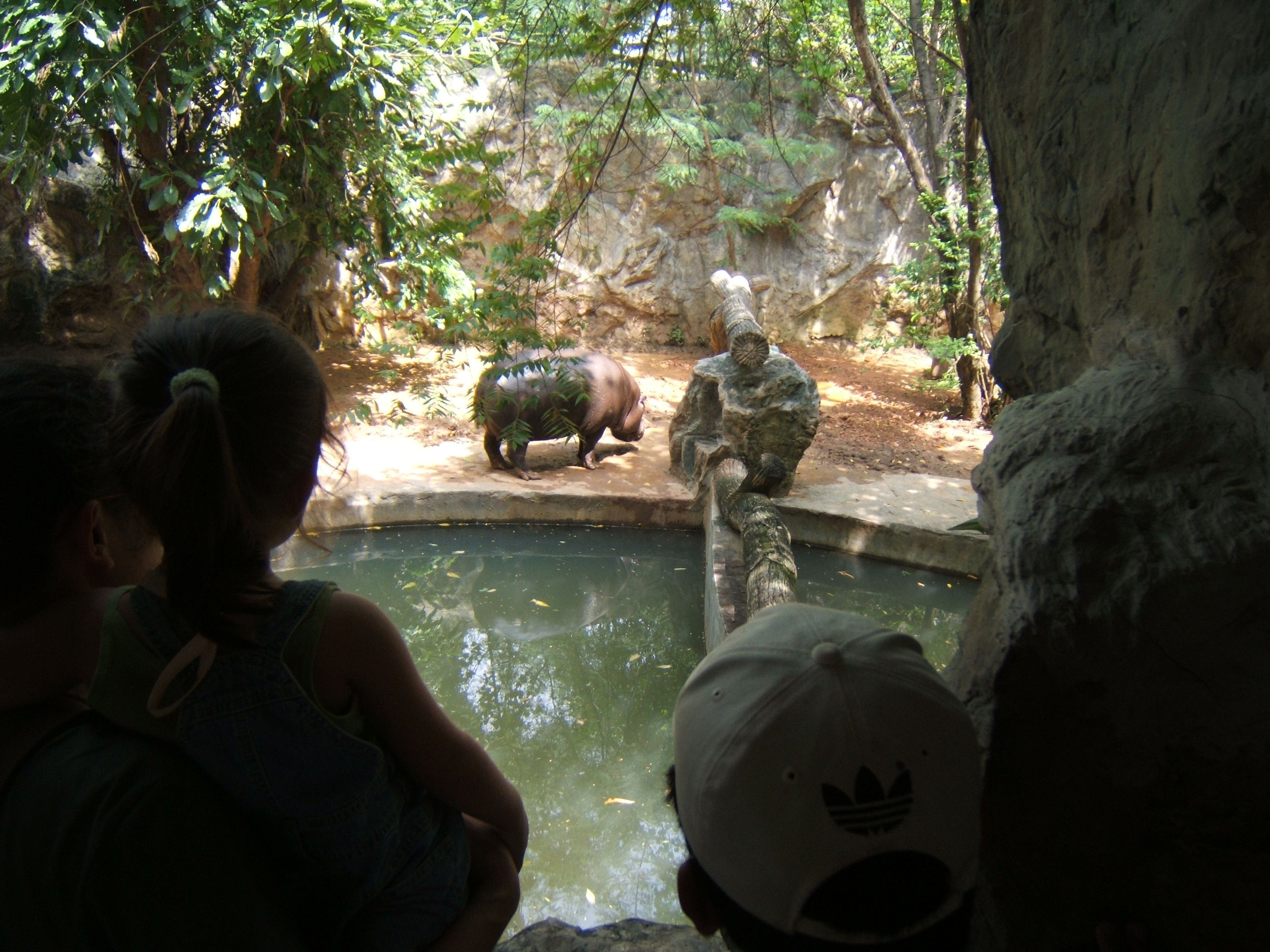
Карликовые бегемоты
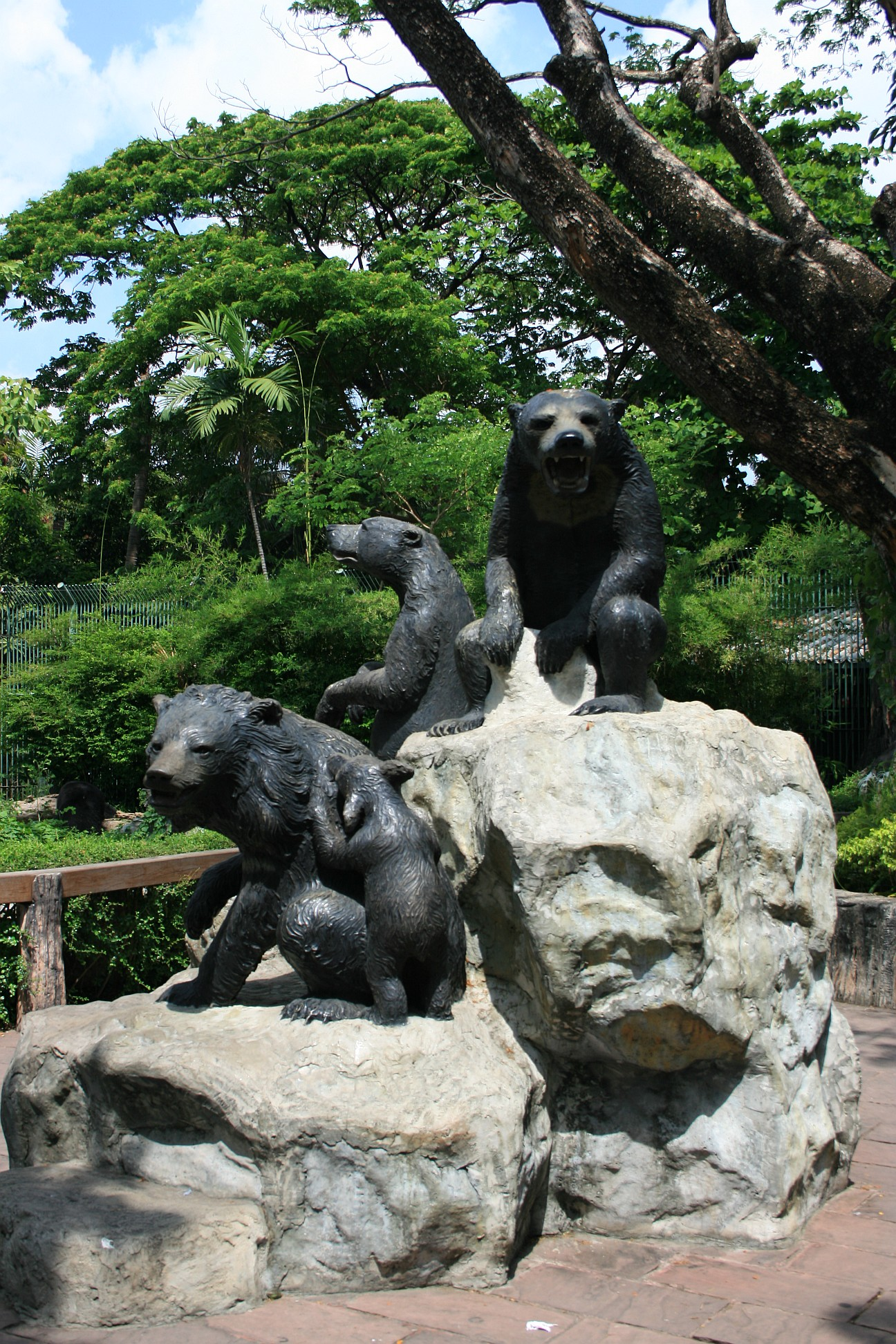
Статуи медведей в зоопарке